# آقاگل
آقاگل، روستایی از توابع بخش مرکزی شهرستان بوئین میاندشت در استان اصفهان ایران است. این روستا در منطقه جغرافیایی سرد و معتدل واقع شده‌است و مابین استان‌های لرستان و اصفهان قرار دارد (آخرین روستای استان اصفهان).
این روستا دارای چشمه‌ها و قنات‌های بسیار زیادی است (از جمله قنات دره بزرگه (محلی:دره گپه)، قنات کوه چرا (محلی:کوچوره بالا و دوون) بالا و پایین) که مقداری از آنها به دلیل خشکسالی‌های اخیر خشک شده‌اند. اطراف این روستا را کوه‌های زاگرس پوشانده‌اند و پوشش اصلی تپه‌های آن گون می‌باشد.
جدیداً جاده اصلی این روستا آسفالت شده‌است. شغل اصلی مردمان این روستا کشاورزی و دامداری است و محصولاتی از قبیل گندم، جو، سیب زمینی، عدس، لوبیا، ماش، یونجه، نوخود و آلبالو، گیلاس، زردآلو، بادام و … را می‌کارند. دشت‌های این روستا دارای گیاهان دارویی بسیاری از قبیل :چای کوهی، گل عقربانه، آویشن، بومادران و… می‌باشد.
از صحراهای این روستا می‌توان به اساندره (اسلان دره)، میدونک (میدانک)، دره نخودا، درازدره، یورتا، کوچوره، دره بزرگه، گراِو (گرآب)، استهیل خدایی (تالاب)،چاله سیاه،مزرا گیلاسی و… اشاره کرد.

## زبان و فرهنگ
زبان و فرهنگ این روستا، در مجموع همانند دیگر روستاهای واقع در شمال و شرق بویین و میاندشت، زیرمجموعه گویش و فرهنگ بختیاری چهارلنگ است. از جمله طوایف اصیل این روستا می‌توان به طایفه لک از (طایفهٔ لک متشکل از فامیل های سلطانی،سروش،یزدانی، بادپیما، همتی، پریوش و پرستار است  که همه آن ها با سایر لک های فریدن و دهستان های پرسشت و بربرود   از یک ریشه بوده و 300 سال پیش از پاچه لک به فریدن مهاجرت کرده اند ) اشاره نمود و هم چنین فامیل های دیگری همچون حیدری، جوانبخت، رحیمی،دویستی، کیخایی، ابراهیمی، عباسی و… در این روستا ساکن هستند.اقوام اصلی این روستا بختیاری، می‌باشد و مردم این منطقه بسیاری از سنت‌های فرهنگی بختیاری همچون رسومات محلی، ضرب‌المثل‌ها، موسیقی و رقص محلی بختیاری را حفظ کرده‌اند.

## جمعیت
این روستا در دهستان ییلاق قرار دارد و براساس سرشماری مرکز آمار ایران در سال ۱۳۸۵، جمعیت آن ۳۸۹ نفر (۷۱خانوار) بوده‌است.
پوشش جانوری این منطقه می‌توان اشاره کرد به پرندگان همچون کبک و..... حیواناتی همچون قوچ های‌کوهی